# Beloslava di Bulgaria
Beloslava (in bulgaro Белослава?; fl. XIII secolo) è stata una principessa bulgara e regina consorte di Serbia in quanto moglie di Stefano Vladislav.

## Biografia
Beloslava era figlia dello zar Ivan Asen II di Bulgaria e della sua prima moglie Anna Anisia, menzionata nel Sinodo della Chiesa bulgara. La coppia aveva un'altra figlia, Maria, che sposò Manuele d'Epiro. Al momento della sua nascita, il matrimonio dei genitori non era stato riconosciuto dalla Chiesa ortodossa bulgara, perciò è possibile che le due fossero considerate illegittime. Tuttavia, essendo innegabile la loro nascita da una nobildonna, fu comunque possibile per loro sposare nobili di alto rango.
Dopo la Battaglia di Klokotnica, la Bulgaria divenne la principale potenza politica dei Balcani e Beloslava andò in sposa al principe serbo Stefano Vladislav. Il matrimonio fu organizzato dallo zio Rastko Nemanjić per assicurare le buone relazioni tra il Regno di Serbia e l'Impero bulgaro.
Nel 1234, un colpo di Stato in Serbia, con l'aiuto dei Bulgari, rovesciò il re Stefano Radoslav, genero e protetto del despota d'Epiro Teodoro che lo sostituì con Stefan Vladislav, suo fratellastro. Beloslava divenne così la nuova regina consorte di Serbia.
L'influenza politica bulgara in Serbia terminò dopo la morte dello zar Ivan Asen II, durante le invasioni dei tartari in Europa occidentale. Nel 1243, Stefano Vladislav fu rovesciato da suo fratello minore, Stefano Uroš I, e Beloslava fuggì a Ragusa. Il nuovo re serbo insistette per tenerla sotto stretto controllo e, in risposta, ricevette un giuramento scritto in cui si affermava che a Beloslava non sarebbe stato permesso di tornare in Serbia.
Ben presto il conflitto tra Stefano Vladislav I e Stefano Uroš I fu risolto. Dopo i negoziati, Vladislav rinunciò alla corona e Uroš gli permise di regnare a Zeta come governatore, mantenendo il titolo di re. Poco dopo, Beloslava tornò e si unì a lui mantenendo anche il titolo di regina.

## Matrimonio e discendenza
Beloslava e Stefano Vladislav ebbero tre figli:
- Stefano
- Desa Župan
- Una figlia di cui non si conosce il nome, che sposò un nobile balcanico